# Petribæk
Petribæk (dansk) eller Petribek (tysk) er et mindre vandløb på halvøen Svansø (Sydslesvig) i den nordtyske delstat Slesvig-Holsten (i Risby Kommune, Risby Sogn, tidl. Risby Herred). Bækken udspringer nord for landsbyen Risby (Norby) og løber derfra mod nord igennem skovområderne Petriholt (Petriskov, ty. Petriholz) og Jansholt (Jansskov, ty. Jahnsholz), inden den nordøst for Bystrup Nor munder ud i Slien. Vandløbet kaldes også for Aalbæk/Aalbek  Lidt længere mod nordøst ved Stubbe og Lindholm munder Ålandsbæk ud i Slien.
Bækken er første gang nævnt 1764. Forleddet synes at være kirkenavnet Skt. Petri. Muligvis er der tale om Risby Kirke eller Slesvig Domkirke, som begge er viet til Sankt Peter. Bystrup (ty. Büstorf), som bækken ligger ved, var sønderjysk bispegods.